# Santissima Trinità dei Monti
Koordinaten: 41° 54′ 22,6″ N, 12° 29′ 1,2″ O
Die Kirche Santissima Trinità dei Monti, auch Santa Trinità dei Monti oder Santissima Trinità al Monte Pincio (lateinisch Sanctissimae Trinitatis in Monte Pincio, „Allerheiligste Dreifaltigkeit am Berge Pincio“), befindet sich oberhalb der Spanischen Treppe in Rom. Vor der Kirche steht der Obelisco Sallustiano.

## Geschichte
Den Auftrag zur Errichtung der Kirche gab der damals in Italien weilende König Ludwig XI. von Frankreich im Jahre 1482. Im Jahr 1495 wurde von seinem mittelbaren Nachfolger Ludwig XII. von Frankreich mit dem Bau begonnen. Vollendet wurde die Kirche im Jahr 1587 als Teil eines seit 1494 bestehenden Paulanerklosters; die Weihe erfolgte durch Papst Sixtus V. Die Treppenanlage wurde 1723 bis 1725 von Francesco de Sanctis errichtet.
Zwischenzeitlich wurde das Gotteshaus profaniert und diente unter anderem dem Künstler Jean-Auguste-Dominique Ingres als Atelier. 
Da die Kirche und das angrenzende Kloster zu Beginn des 19. Jahrhunderts stark baufällig geworden waren, veranlasste Ludwig XVIII. von Frankreich im Jahr 1816 eine umfassende Restaurierung.
Heute gehört das Kloster zu der Gesellschaft vom Heiligen Herzen Jesu. Seit dem 25. Juli 2016 ist dort die  Gemeinschaft Emmanuel aktiv. Zwischen 2006 und 2016 war die Kirche den Gemeinschaften von Jerusalem zur Nutzung überlassen. Sie ist die Titelkirche von Kardinal Philippe Barbarin.

## Beschreibung

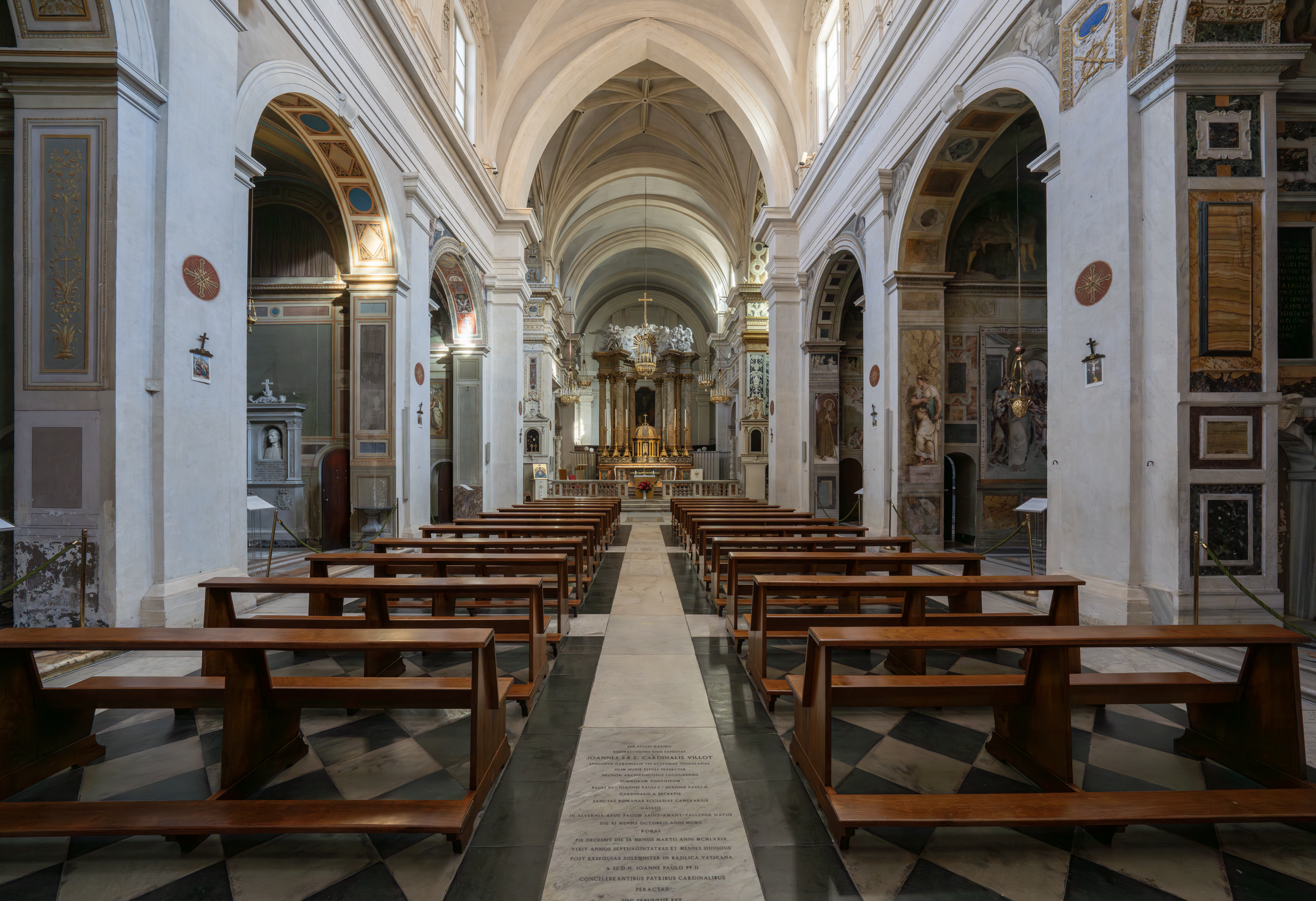
Inneres der Kirche

Durch ihre Lage über der Spanischen Treppe ist die Kirche ein beliebtes Postkarten- und Fotomotiv. Besonders markant ist die westliche Doppelturmfassade im Stil der Renaissance, die möglicherweise von Giacomo della Porta entworfen wurde. Der Innenraum der einschiffigen Kirche ist ebenfalls durch die Renaissance geprägt, aber auch gotische Formen sind vorhanden, vor allem im Chorraum.
Das Kirchenschiff wird durch Pilaster in mehrere Joche gegliedert, an die sich zu beiden Seiten Kapellen anschließen. Im Osten geht das Kirchenschiff durch einen spitzbogigen Triumphbogen in den Chorraum über, der einen geraden Abschluss besitzt.

## Ausstattung
Im Inneren der Kirche finden sich mehrere Fresken, die unter anderem von Perino del Vaga geschaffen wurden.
Eine der Kapellen auf der nördlichen Seite beherbergt ein Altarbild der Maria Immaculata, welches von Philipp Veit erschaffen wurde. 
Einige weitere Gemälde in der Kirche stammen von Daniele da Volterra. Unter diesen ist besonders eine Kreuzabnahme von 1541 hervorzuheben.
Der Hochaltar der Kirche wird von sechs korinthischen Säulen bekrönt, die um den kuppelartigen Tabernakelaufbau gruppiert sind. Über den Säulen schließt sich eine Glorie an, in deren Zentrum das Auge der Vorsehung dargestellt ist.

## Camera papagallo
In dem sich an die Kirche anschließenden Kloster befindet sich eine phantastisch ausgemalte Zelle, welche Camera papagallo („Papageienzimmer“) genannt wurde:

„Im Kloster Trinitá dei Monti ließen die Mönche Le Sueur und Jacquier durch Charles L. Clérisseau in ihrer Zelle Fresken anbringen, dank derer sie der strengen klösterlichen Abgeschiedenheit entfliehen und sich in der Welt des klassischen Altertums wähnen konnten, das sie bei ihrer Lektüre und in der Phantasie heraufbeschworen mochten. Dem französischen Künstler, Schüler und Jünger Natoires, ist es hier gelungen, zwischen Zellendecke und Wänden einen visuellen Übergang herzustellen, so dass sich der enge Raum in die malerische Ruine eines heidnischen Tempels verwandelt. Aus der Klosterzelle wurde ein Wallfahrtsort für Kunstliebhaber und kultivierte Römer.“

## Bestattungen
- 1682: Claude Lorrain, französischer Landschaftsmaler
- 1689: Charles Errard (der Jüngere) (* vor 1607) französischer Maler, Kupferstecher und Architekt des Barock, Mitbegründer der Académie royale de peinture et de sculpture (1648) und der Académie de France à Rome (1666)